# Declaration of Independence (Trumbull)
Declaration of Independence (Dansk: Uafhængighedserklæringen) er malet af den amerikanske kunstmaler John Trumbull i perioden 1817-1818. Det måler 3,7 x 5,5 meter og blev i 1826 placeret i Capitol, Washington D.C, der huser den amerikanske kongres.
Maleriet skildrer den præsentation af udkastet til den amerikanske uafhængighedserklæring for kongressen, som fandt sted den 28. juni 1776. Uafhængighedserklæringen blev udstedt den 4. juli 1776 og underskrevet den 2. august samme år.
Trumbull malede over en lang årrække 36 af figurerne efter levende model, og han besøgte også Independence Hall i Philadelphia, Pennsylvanien, for at afbilde rummet, hvor kongressen mødtes.
Maleriet viser 42 af de 56 underskrivere af erklæringen. Trumbull havde oprindeligt til hensigt at medtage alle underskrivere, men var ude af stand til at gøre dem alle vellignende. Eftersom erklæringen blev diskuteret og underskrevet over en periode, hvor medlemmerne af kongressen skiftede, har mændene på maleriet aldrig været i samme rum på samme tid.
På maleriet ser det ud, som om Thomas Jefferson træder på John Adams’ fod (til venstre for det stofbelagte bord), og mange mener, at det symboliserer deres forhold som politiske fjender. Men ved en nærmere undersøgelse af maleriet kan man se, at deres fødder blot er tæt på hinanden. Denne del af billedet blev korrekt gengivet på udgaven på 2 dollar-sedlen, som stadig er i brug.
38°53′N 77°01′V / 38.89°N 77.01°V